# Valeriana laurifolia
Valeriana laurifolia är en kaprifolväxtart som beskrevs av Carl Sigismund Kunth. Valeriana laurifolia ingår i släktet vänderötter, och familjen kaprifolväxter. Inga underarter finns listade i Catalogue of Life.